# Цуріков Андрій Володимирович
Андрі́й Володи́мирович Цу́ріков (нар. 5 жовтня 1992, Запоріжжя) — український футболіст, лівий захисник «Колоса».

## Біографія

### Ранні роки
Народився в Запоріжжі, навчався в двох різних школах. Пішов у 6-й клас з поглибленим вивченням футболу. У 2004 році, ще будучи школярем, потрапив до дубля запорізького «Металурга». Перший тренер — Володимир Шаповалов.

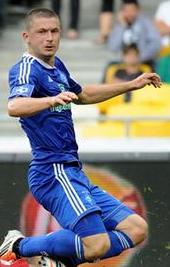
Андрій Цуріков під час виступів за «Динамо». 26 травня 2013 року

На початку 2009 року увійшов до структури клубу, але відразу був відданий в другу команду, що виступала в другій лізі, де він за півроку зіграв у шести матчах і забив один гол, справивши гарне враження на тренерський штаб, тому влітку був повернутий до основної команди, проте весь наступний сезон грав лише за молодіжну команду.
У Прем'єр-лізі дебютував на початку наступного сезону 25 липня 2010 року в матчі проти львівських «Карпат» (0:1), проте все одно більше часу виступав у молодіжному чемпіонаті.
Після того, як за підсумками сезону 2010/11 «Металург» покинув Прем'єр-лігу, з клубу пішли ряд гравців і Цуріков став основним гравцем команди, допомігши запорожцям в першому ж сезоні повернутись до еліти, де також залишився основним гравцем на наступний сезон. Всього провів за команду у Прем'єр-лізі 28 ігор (2 голи), у першій лізі — 24 (2 голи), а в кубку України — 5 (1 гол).

### «Динамо» та оренди
21 грудня 2012 року, разом із своїм партнером по команді Сергієм Сидорчуком, підписав п'ятирічний контракт з київським «Динамо». 13 квітня 2013 року дебютував за основу «Динамо» у матчі проти львівських «Карпат», вийшовши на заміну на останній хвилині матчу замість Брауна Ідеє. До кінця сезону Андрій зіграв у трьох матчах за основну команду.
У сезоні 2013/14 також здебільшого виступав за молодіжну команду (15 ігор, 7 голів), провівши за головну команду 3 матчі в чемпіонаті і один в кубку.
На другу половину сезону 2014/15 перейшов в оренду до «Металурга» (Запоріжжя).
Влітку 2015 року разом з групою інших гравців «Динамо» перейшов в оренду в ужгородську «Говерлу». В Прем'єр-лізі дебютував 19 липня 2015 року в матчі першого туру чемпіонату проти дніпропетровського «Дніпра» (1:1), в якому відіграв увесь матч. Наприкінці 2015 року перейшов на правах оренди в грецький «Левадіакос».

### «Олександрія»
Наприкінці червня 2016 року став гравцем «Олександрії».
15 червня 2017 розірвав контракт з «Динамо» і став вільним агентом. Після отримання статусу вільного агента мав пропозиції з-за кордону та від луганської «Зорі». Проте вже 19 червня 2017 року підписав повноцінний контракт з ФК «Олександрією».

## Збірна
У червні 2008 року був уперше викликаний в юнацьку збірну України до 16 років на турнір пам'яті Віктора Баннікова. На турнірі Цуріков зіграв у 4 матчах, а Україна посіла 5-те місце. Протягом 2008—2010 років грав за юнацькі збірні України різних вікових категорій.
З початку 2012 року був основним гравцем молодіжної збірної України, де грав протягом двох років, зігравши за цей час 20 матчів і забивши 2 голи.
На початку вересня 2018 року головний тренер національної збірної України Андрій Шевченко викликав Цурікова для підготовки до матчів Ліги націй проти Чехії та Словаччини.

## Статистика
Станом на 10 січня 2016 року
| Сезон   | Клуб                   | Ліга         | Чемпіонат | Чемпіонат | Кубок | Кубок | Дублери | Дублери | Єврокубки | Єврокубки |
| Сезон   | Клуб                   | Ліга         | Ігри      | Голи      | Ігри  | Голи  | Ігри    | Голи    | Ігри      | Голи      |
| ------- | ---------------------- | ------------ | --------- | --------- | ----- | ----- | ------- | ------- | --------- | --------- |
| 2005-06 | «Металург» З           | ДЮФЛ         | 25        | 3         | —     | —     | —       | —       | —         | —         |
| 2006-07 | «Металург» З           | ДЮФЛ         | 25        | 1         | —     | —     | —       | —       | —         | —         |
| 2007-08 | «Металург» З           | ДЮФЛ         | 20        | 2         | —     | —     | —       | —       | —         | —         |
| 2008-09 | «Металург» З           | ДЮФЛ         | 10        | 3         | —     | —     | —       | —       | —         | —         |
| 2008-09 | «Металург-2»           | Друга ліга   | 6         | 1         | —     | —     | —       | —       | —         | —         |
| 2009-10 | «Металург» З           | Прем'єр-ліга | 0         | 0         | 0     | 0     | 22      | 2       | —         | —         |
| 2010-11 | «Металург» З           | Прем'єр-ліга | 13        | 1         | 1     | 0     | 9       | 1       | —         | —         |
| 2011-12 | «Металург» З           | Перша ліга   | 24        | 2         | 3     | 1     | —       | —       | —         | —         |
| 2012-13 | «Металург» З           | Прем'єр-ліга | 15        | 1         | 1     | 0     | 2       | 0       | —         | —         |
| 2012-13 | «Динамо» (Київ)        | Прем'єр-ліга | 3         | 0         | 0     | 0     | 6       | 4       | 0         | 0         |
| 2013-14 | «Динамо» (Київ)        | Прем'єр-ліга | 3         | 0         | 1     | 0     | 15      | 7       | 0         | 0         |
| 2014-15 | «Динамо» (Київ)        | Прем'єр-ліга | 0         | 0         | 1     | 0     | 9       | 0       | 0         | 0         |
| 2014-15 | «Металург» (Запоріжжя) | Прем'єр-ліга | 7         | 1         | 0     | 0     | 0       | 0       | —         | —         |
| 2015-16 | «Говерла»              | Прем'єр-ліга | 15        | 1         | 0     | 0     | 0       | 0       | —         | —         |
| 2015-16 | «Левадіакос»           | Суперліга    | 1         | 0         | 0     | 0     | —       | —       | —         | —         |

## Цікаві факти
- Улюблені гравці — Олексій Годін та Кріштіану Роналду[14].